# Зачепилівська сільська рада
Зачепилівська сільська рада — колишній орган місцевого самоврядування у Новосанжарському районі Полтавської області з центром у c. Зачепилівка.

## Населені пункти
Сільраді були підпорядковані населені пункти:
- c. Зачепилівка